# Utricularia bremii
Utricularia bremii este o specie de plante carnivore din genul Utricularia, familia Lentibulariaceae, ordinul Lamiales, descrisă de Oswald Heer. Conform Catalogue of Life specia Utricularia bremii nu are subspecii cunoscute.